# Vychino (stanice metra v Moskvě)
Vychino (rusky Выхино) je stanice moskevského metra na Tagansko-Krasnopresněnské lince, do roku 2013 byla její jihovýchodní konečnou. Patří mezi nejvíce vytížené stanice (obrat za den činí cca 170 000 cestujících), převážně proto, že slouží také jako terminál příměstské vlakové i autobusové dopravy.

## Charakter stanice
Vychino je stanice povrchová, atypické konstrukce. Má celkem čtyři koleje, nástupiště ostrovní (vnitřní) a dvě boční (vnější). Dvě koleje slouží metru, druhé dvě pak příměstské železnici, která sem také zajíždí. Všechna tři nástupiště jsou zastřešená; roku 2004 proběhla rekonstrukce přístřešků, během které byly staré betonové z 60. let nahrazeny moderními prosklenými s ozdobnými prvky. Stanice byla otevřena 31. prosince 1966, tehdy pod názvem Ždanovskaja (současný název nese od roku 1989).